# Videojuego multijugador de arena de batalla en línea

Mapa genérico de los videojuegos multijugador de arena de batalla en línea o MOBA. Las líneas amarillas son los «carriles» en las que se centra la acción, los puntos pequeños son las «torres» defensivas de cada equipo que los vigilan; los cuartos de círculo en las esquinas inferior izquierda y superior derecha son las bases de los equipos, y los puntos mayores en cada una son el edificio cuya destrucción otorga la victoria al equipo rival.

Los videojuegos multijugador de arena de batalla en línea (también llamados videojuegos multijugador de campo de batalla en línea), o MOBA (del inglés Multiplayer Online Battle Arena), se originaron como un subgénero del género de estrategia en tiempo real para pasar a constituir un género propio. Los jugadores controlan a un solo personaje, generalmente con poderes y capacidades únicas en un equipo, que compite contra otro equipo de jugadores, normalmente del mismo número (los equipos generalmente son de 3 a 5 jugadores humanos).
El objetivo es destruir la estructura principal del equipo oponente con la ayuda de unidades controladas por computadora generadas periódicamente que avanzan a lo largo de caminos establecidos (llamados líneas, carriles, rutas, sendas, calles o lados). Los personajes de los jugadores suelen tener varias habilidades y ventajas que mejoran con el transcurso de un videojuego y que contribuyen a la estrategia general de un equipo. Los videojuegos multijugador de arena de batalla en línea son una fusión de los videojuegos de acción, los juegos de rol y los videojuegos de estrategia en tiempo real, en los que los jugadores generalmente no construyen edificios ni unidades.
El género comenzó en gran parte con el Aeon of Strife (AoS), un mapa personalizado para StarCraft donde cuatro jugadores, cada uno de ellos controlando una sola unidad poderosa y ayudados por unidades controladas por computadora débiles, fueron colocados contra una computadora más fuerte. Posteriormente Defense of the Ancients (o DotA), un mapa basado en Aeon of Strife para Warcraft III: Reign of Chaos y su expansión The Frozen Throne, fue uno de los primeros títulos principales de su género y el primer MOBA para el que se han realizado torneos patrocinados retenidos por la comunidad. Fue seguido por los dos sucesores espirituales, League of Legends y Heroes of Newerth, y finalmente una secuela directa, llamada Dota 2, así como muchos otros videojuegos en el género como Heroes of the Storm y Smite.

## Historia
Las raíces del género se remontan a varias décadas, uno de los más antiguos títulos de estrategia en tiempo real, el del año 1989 para Mega Drive/Genesis llamado Herzog Zwei. Se ha citado como un precursor del género, o un ejemplo temprano del género MOBA. Usó una fórmula similar, donde cada jugador controla una sola unidad de comando en uno de los dos lados opuestos en un campo de batalla. Herzog Zwei tiene influencia también evidente, en varios videojuegos posteriores MOBA como Guilty Gear 2: Overture (2007) y Airmech (2012).
En 1998, el videojuego Future Cop: LAPD presentó un modo estratégico llamado asalto al precinto, similar al videojuego Herzog Zwei, en el que los jugadores podían luchar activamente junto con las unidades generadas sin jugadores. La versión para PC también permitió un videojuego competitivo en línea, lo que técnicamente hace que Future Cop: LAPD sea el primer videojuego MOBA lanzado, ya que, a diferencia de Herzog Zwei, cumple con los criterios de una arena de batalla en línea.
También en 1998, la compañía de videojuegos de computadora Blizzard Entertainment lanzó StarCraft, un videojuego de estrategia en tiempo real (RTS) de gran venta con un conjunto de herramientas de edición de videojuegos llamado StarEdit. Las herramientas permitieron a los miembros del público diseñar y crear mapas personalizados que permitieron jugar de forma diferente a los mapas normales. Un modder conocido como Aeon64 hizo un mapa personalizado llamado Aeon of Strife (AoS) que se hizo popular. Aeon64 declaró que estaba intentando crear una jugabilidad similar a la de Future Cop: en el modo Asalto de Precinto de LAPD. En el mapa de Aeon of Strife, los jugadores controlaron una única y poderosa unidad de héroe luchando en medio de tres carriles, aunque el terreno fuera de estos carriles estaba casi vacío.
En 2002, Blizzard lanzó Warcraft III: Reign of Chaos (WC3), con el editor mundial de Warcraft III que lo acompaña. Tanto los subgéneros MOBA como los de defensa de torres tomaron forma sustancial dentro de la comunidad modder de WC3. Un modder llamado Eul comenzó a convertir el Aeon of Strife al motor de Warcraft III, llamando al mapa Defensa de los Ancestros (DotA por sus siglas en inglés). Eul mejoró sustancialmente la complejidad del videojuego del mod original de Aeon of Strife. Poco después de crear el mapa de DotA ya personalizado, Eul abandonó la escena modding. Sin un sucesor claro, los modders de Warcraft III crearon una variedad de mapas basados en DotA y con diferentes héroes. En 2003, después del lanzamiento de Warcraft III: The Frozen Throne, un creador de mapas llamado Meian creó una variante de DotA modelada de cerca en el mapa de Eul, pero combinando héroes de las muchas otras versiones de DotA que existían en ese momento. Llamado DotA: Allstars, fue heredado después de unos meses por un modder llamado Steve "Guinsoo" Feak, y bajo su guía se convirtió en el mapa dominante del género. Después de más de un año de mantenimiento del mapa DotA: Allstars, con el lanzamiento inminente de una actualización que cambió significativamente el diseño del mapa, Guinsoo dejó el desarrollo a su ayudante Neichus en el año 2005. Después de algunas semanas de desarrollo y algunas versiones lanzadas, esta última cedió la responsabilidad a un modder llamado IceFrog, quien inició grandes cambios en la mecánica que profundizaron su complejidad y capacidad para un videojuego innovador. Los cambios realizados por IceFrog fueron bien recibidos y se cree que la cantidad de usuarios en el foro Dota: Allstars ha alcanzado su punto máximo en más de un millón.
Para el año 2008, la popularidad de DotA había atraído la atención comercial. Ese año, The Casual Collective lanzó Minions, un videojuego web flash. Gas Powered Games también lanzó el primer título comercial independiente en el género, Demigod. A finales del año 2009, se lanzó el primer título de Riot Games, League of Legends (Liga de leyendas), diseñado inicialmente por Feak. Riot comenzó a referirse al género del videojuego como una arena de batalla en línea (MOBA). También en 2009, IceFrog, que había seguido desarrollando DotA: Allstars fue contratado por la empresa Valve Corporation para diseñar una secuela directa e independiente del mapa original.
En 2010, S2 Games lanzó Heroes of Newerth, con una gran parte de su videojuego y estética basada en DotA: Allstars. El mismo año, Valve anunció Dota 2 y posteriormente obtuvo los derechos de propiedad intelectual de la franquicia, después de haber sido impugnada por Riot Games por la marca registrada de DotA. En 2012, Activision Blizzard resolvió una disputa de marca comercial con Valve por el uso de la marca comercial DOTA y anunció su propio videojuego independiente, que finalmente se llamó Héroes de la tormenta. Dota 2 se lanzó en el año 2013, y Valve se refirió a él como un videojuego de "estrategia de acción en tiempo real". En 2014, Hi-Rez Studios lanzó Smite, un MOBA con una perspectiva en tercera persona. Héroes de la tormenta fue lanzado en 2015. Blizzard adoptó su propio dictado personal para el género de su videojuego con "hero brawler", citando su enfoque en la acción.

## Jugabilidad

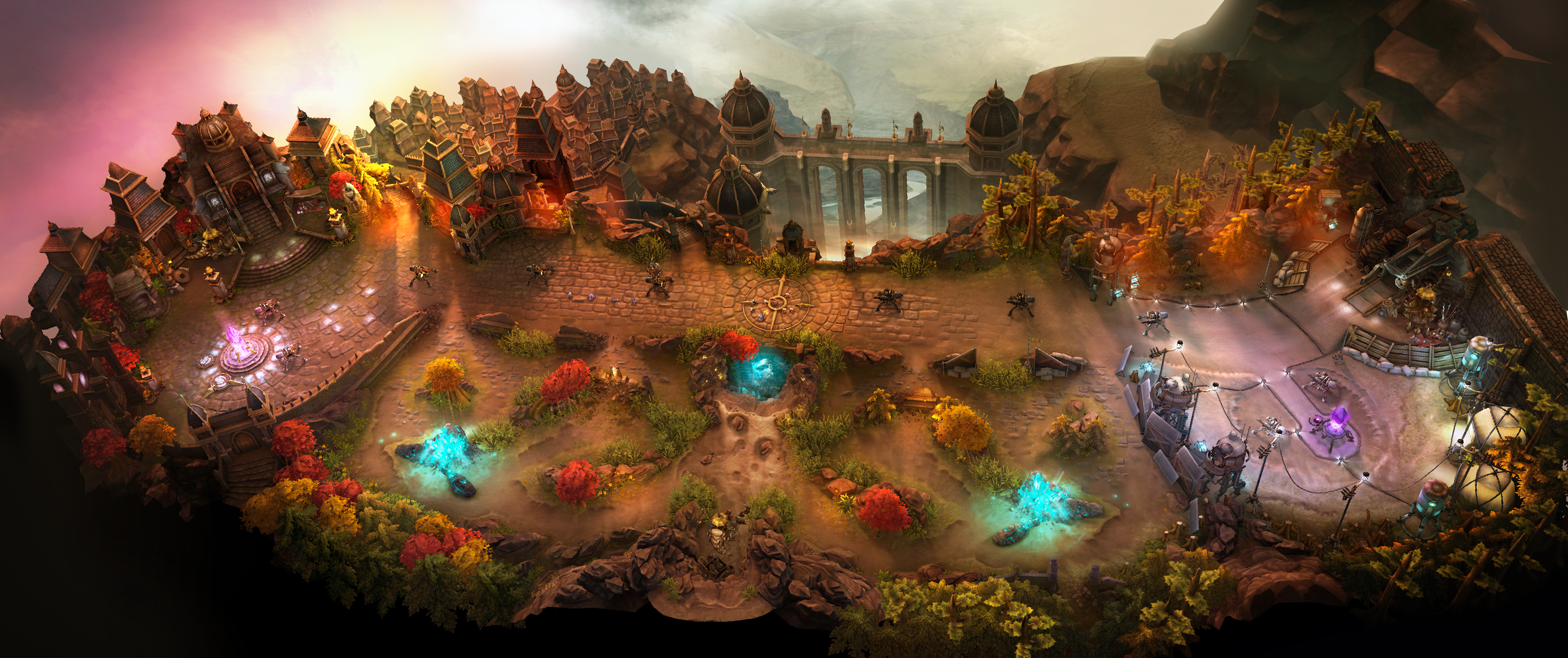
Mapa del videojuego para móvil Vainglory.

Hay dos equipos opuestos cuyo objetivo colectivo como equipo es generalmente destruir la base de su enemigo para ganar, aunque algunos videojuegos tienen la opción de establecer diferentes condiciones de victoria. Cada equipo consiste típicamente de tres o cinco jugadores. Típicamente, hay una estructura principal que debe ser destruida para ganar; destruir otras estructuras dentro de la base del equipo contrario puede otorgar otros beneficios. Existen estructuras defensivas, que suelen ser "torres centinela" automáticas, para prevenir esto, así como unidades controladas por computadora relativamente débiles que periódicamente aparecen en cada base y viajan por caminos predefinidos hacia la base del equipo contrario. Normalmente hay 3 "carriles" que son las principales formas de ir de una base a otra; entre las calles hay un área inexplorada llamada "jungla" o bosque.
Un jugador controla una única unidad poderosa dentro del videojuego, generalmente llamada el 'héroe'. Cuando un héroe está cerca de una unidad enemiga asesinada o mata a una unidad enemiga, gana puntos de experiencia que le permiten al héroe subir de nivel. Cuando un héroe sube de nivel, tiene la capacidad de fortalecer sus habilidades (también llamadas poderes o hechizos), de las cuales normalmente tiene cuatro. Cuando un héroe muere, tiene que esperar un tiempo designado, que generalmente aumenta a medida que sube de nivel, hasta que revive en la base de su equipo.
Normalmente, los héroes se enfocan en uno de varios roles, como derribar, hacer daño o curar y apoyar. Cada héroe individual es único, con sus propias habilidades que no comparte con ningún otro personaje, incluso con aquellos que comparten su(s) papel(es). También típicamente, hay un grupo grande de héroes de partida; en League of Legends, por ejemplo, comenzó con 40, y ha agregado al menos uno nuevo cada mes durante toda su vida útil, llegando a 100 en el año 2012. Esto se suma a la curva de aprendizaje del videojuego, ya que los jugadores no solo deben aprender los objetivos y las estrategias del videojuego, sino que también deben encontrar al menos un héroe con el que sobresalen en el videojuego, por no mencionar que se familiarizan con la lista restante. Además, cada héroe está deliberadamente limitado en los roles que pueden cumplir. Ningún héroe es (supuestamente) lo suficientemente poderoso como para ganar el videojuego sin el apoyo de su equipo. Esto crea un fuerte énfasis en el trabajo en equipo y la cooperación.
Cada jugador recibe típicamente una pequeña cantidad de dinero u oro por segundo durante el transcurso del videojuego. Las cantidades moderadas de oro son recompensadas por matar unidades hostiles controladas por computadora y las cantidades más grandes son recompensadas por matar héroes enemigos. El oro es usado por los héroes para comprar una variedad de artículos diferentes que varían en precio e impacto. En su mayor parte, esto implica mejorar la viabilidad de combate del héroe, aunque puede haber otros elementos que apoyen al héroe o equipo en general de diferentes maneras.
A medida que los héroes de cada equipo se hacen más fuertes, pueden usar múltiples estrategias para obtener una ventaja. Estas estrategias pueden incluir objetivos de seguridad, matar héroes enemigos y obtener oro matando unidades de IA. Cuanto más fuerte se vuelve un equipo, más capaces son de destruir al equipo enemigo y su base.
Los miembros del género generalmente no presentan otros elementos que tradicionalmente se encuentran en los videojuegos de estrategia en tiempo real, en particular la administración de bases y la construcción de ejércitos. Algunos videojuegos tienen ciertos héroes que controlan unas pocas unidades especializadas. El género MOBA tiene más parecido con los videojuegos de rol (RPG) en el modo de juego, aunque el género MOBA se centra en la arena de batalla en línea, mientras que los videojuegos de rol generalmente giran en torno a una historia para un solo jugador.

## Roles
En la mayoría de los MOBA, los jugadores asumen roles específicos como el carreo, apoyo (o support) y emboscador (ganker). El número y el tipo pueden variar según el videojuego. Se espera que el rol principal se amplíe y se detalle para hacer el mayor daño posible contra los personajes y objetivos enemigos, pero también puede requerir protección y asistencia de los miembros de su equipo. Los apoyos son personajes que apoyan a todo el equipo, tienen habilidades destinadas a ayudar a los aliados y deshabilitar o dañar ligeramente a los enemigos. Algunos apoyos tienen habilidades de sanación que pueden ser muy útiles en las peleas, dando salud a un aliado mientras el enemigo está perdiendo más y más de los suyos. Los roles de Ganker son flexibles, ya que tienen habilidades de soporte y soporte que se utilizan para interrumpir y eliminar enemigos, lo que les brinda a sus compañeros una ventaja sobre sus oponentes. Según Nuangjumnong Gavrilova, los gankers pueden "actuar como estrategas, tomadores de decisiones o partidarios, según las necesidades del equipo". Los roles de los jugadores también se pueden clasificar por el carril en particular en el que se enfocan, como "línea superior", "línea intermedia" y "línea inferior".

### Clasificaciones
Los videojuegos multijugador de arena de batalla en línea, presenta una gran variedad de Roles para los héroes siendo los principales:
- Tanque: Son héroes que poseen una gran cantidad de vida y\o aguante, de manera que se ocupan de entrar primero en los enfrentamientos para atraer los ataques enemigos de los cuales pueden aguantar mucho más que sus aliados.

- Apoyo (también llamado soporte o support): Es un tipo de héroe que se caracteriza por tener habilidades o poderes de apoyo que generalmente busca curar a los aliados, reducir los poderes de los enemigos y obtener efectos positivos que mejoran el desempeño del equipo.

- Matador (también llamado carry): Son héroes diseñados para en las partes medias y finales de las partidas, poseen grandes capacidades y poderes para matar con relativa facilidad a los héroes enemigos, siendo su debilidad su falta de resistencia y su agilidad variable.

- Emboscador (también llamado ganker): Son héroes de poderes relativamente bajos en los inicios del juego, pero poseen habilidades que les permiten fácilmente emboscar y llegarles por sorpresa a los héroes enemigos siendo la más común la capacidad de hacerse invisibles para los enemigos, de manera que apoya en otras líneas para matar fácilmente a los héroes enemigos.

- Recolector (también llamado farmer): Son héroes sin ninguna ventaja aparente inicial sobre los otros héroes, pero poseen poderes o habilidades que les permiten elimina fácilmente unidades no héroes o unidades neutrales de manera que obtiene muy rápidamente grandes cantidades de oro, de manera que sus grandes ingresos les permiten tomar una gran variedad de roles posteriores.

- Distancias (también llamados alcances): Estos son héroes que tienen una gran capacidad de alcance de ataque, por lo cual no hacen mucho daño en las fases iniciales, pero con el tiempo pueden atacar con gran poder y desde una distancia relativamente segura de las habilidades enemigas.

- Medio (o mid): Son héroes de especial poder en todas las fases de la partida, que pueden asumir varios roles, y por ello suelen tomar solos la línea o el carril del medio.

- Sigilo (también llamados de agilidad): Es un tipo de héroe con grandes capacidades para desplazarse a través del mapa, sus habilidades generalmente les permiten ser matadores, su falta de aguante se compensa por sus grandes velocidades o sus poderes de teletransporte.

- Hechiceros (también llamados magos): Estos héroes son aquellos cuyos poderes suelen ser una gran variedad de hechizos mágicos los cuales pueden usarse para obtener rápidamente grandes cantidades de oro, matar fácilmente a los héroes enemigos o avanzar rápidamente las líneas para atacar las estructuras enemigas.

- Omnipresentes (también llamados roaming): Son héroes que se ocupan de pelear en todas las líneas en que son necesitados, de manera que apoyan en todos los lugares o la mayoría de estos para que el equipo obtenga ventaja en todas las líneas, predominan al principio de las partidas.

- Incapacitador (también llamado stuneador o deshabilitador): Este es un tipo de héroe que posee poderes para incapacitar las habilidades, el movimiento o los ataques de los héroes enemigos.

- Héroe de área (también llamado AoE): Es un tipo de héroe cuyos poderes y habilidades afectan áreas de considerable tamaño, llegando incluso a cubrir porciones del mapa, de manera que producen grandes daños y efectos negativos a un gran número de enemigos sin necesidad de tener mucha precisión.

Es de destacar que un héroe puede fácilmente llevar a cabo más de un rol dependiendo de sus poderes, especialmente en las fases avanzadas de la partida de manera que un tanque puede fácilmente ser un buen matador o un hechicero ser sigiloso u omnipresente.

### Análisis de datos y predicción de resultados
Debido al gran volumen de partidas MOBA jugadas diariamente a nivel mundial, (solo League of Legends tuvo un total de 100 millones de jugadores activos mensuales en el año 2016 y un promedio de 27 millones de juegos de League of Legends jugados por día en 2014), el MOBA se ha convertido en una plataforma para aplicar herramientas de big data para predecir los resultados de las partidas en función de los factores del videojuego, como las proporciones de matadas/muertes/asistencias del héroe, el oro ganado, el tiempo de una partida, la sinergia con otros jugadores, la composición del equipo., y otros parámetros. Las perspectivas de usar Inteligencia Artificial para jugar partidas y predecir el resultado del partido representan el futuro de tener robots interactuando con humanos en entornos de videojuego competitivos.

## Lista de videojuegos populares del género
- Crash Team Rumble (2023)
- Defense of the Ancients (2003)
- Demigod (2009)
- League of Legends (2009)
- Heroes of Newerth (2010)
- Dota 2 (2012)
- Bloodline Champions (2011)
- Storm of the Imperial Sanctum (2011)
- Realm of the Titans (2011)
- Rise of Immortals (2011)
- Stellar Impact (2011)
- Awesomenauts (2012)
- Guardians of Middle-Earth (2012)
- Heroes of Order & Chaos (2013)
- Dragons and Titans (2014)
- Invokers Tournament (2014)
- Smite (2014)
- Strife (2014)
- Mobile Legends: Bang Bang (2016)
- Clash Royale (2016)
- Heroes of the Storm (2016)
- Shards of War (2015)
- Vainglory (2014)
- Battleborn (2016)
- Paragon (2016)
- Heavy Metal Machines (2017)
- Heroes Evolved (2017)
- Mobile Legends (2014)
- Arena of Valor (2016)
- Brawl Stars (2018)
- Adversator (2019)

- Champions Legion (2020)

- Onmyoji Arena (2020)

- Extraordinary One (2020)

- Pokémon Unite (2021)
- League of Legends: Wild Rift (2020)